# Wachan (region)

Prowincja Badachszan na mapie Afganistanu

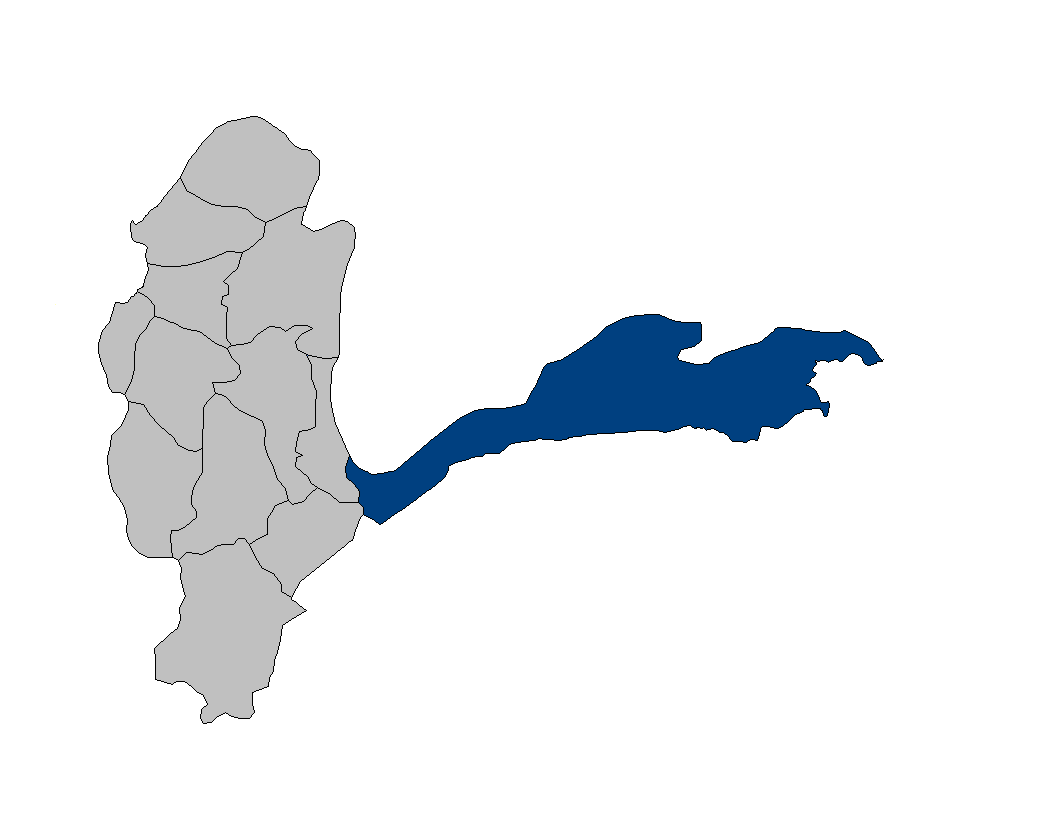
Dystrykt Wachan w prowincji Badachszan

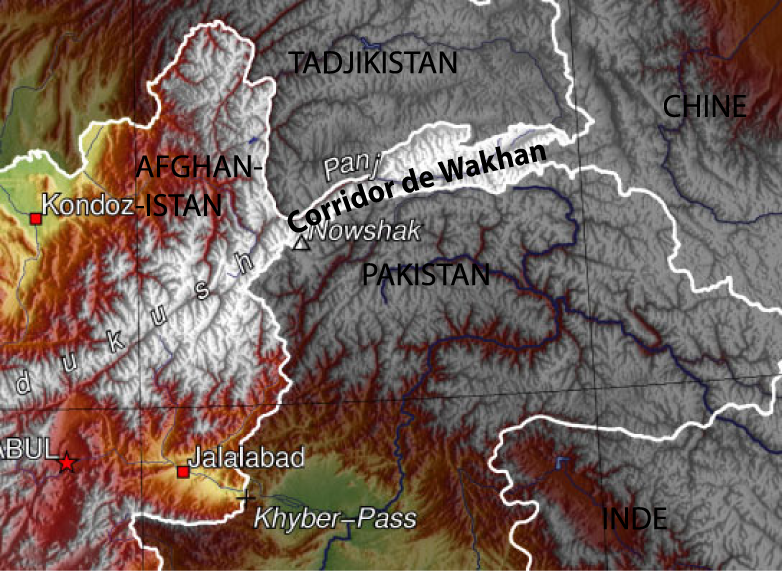

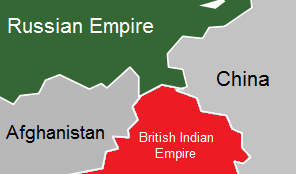
Granica między Cesarstwem Rosyjskim a brytyjskimi Indiami około 1865, przed wyznaczeniem korytarza

Wachan albo Korytarz Wachański (pers. ‏ واخان‎; ang. Wakkan, Wakhan Corridor) – wąski równoleżnikowy pas terytorium Afganistanu, całkowicie oddzielający Tadżykistan na północy od Pakistanu na południu.
Korytarz Wachański ma około 300 km długości i kilkadziesiąt kilometrów szerokości, przy czym u swej nasady zwęża się nawet do kilkunastu kilometrów. Teren Korytarza Wachańskiego zajmują wysokie góry pogranicza Pamiru, Hindukuszu i Karakorum, sięgające powyżej 6500 m n.p.m., oraz leżąca między nimi dolina rzeki Wachan. Południowa granica korytarza biegnie grzbietem Hindukuszu, zaś północną stanowią rzeki Piandż, Pamir i wschodnia część pasma Gór Wachańskich. Na wschodnim krańcu korytarza, na granicy afgańsko-chińskiej (długości 76 km) leży wysokogórska przełęcz Wachdżir (4923 m n.p.m.).
Administracyjnie Korytarz Wachański należy do dystryktu Wachan prowincji Badachszan. Teren jest bardzo skąpo zaludniony – 7-13 tys. ludzi, głównie górskich pasterzy – Wachów i Kirgizów, w 40 wioskach i obozowiskach.
Przez tereny dzisiejszego korytarza prowadził jeden ze szlaków handlowych z Chin do Azji Środkowej, przechodził tędy m.in. Marco Polo w 1271. Dzisiejszy Korytarz Wachański stanowi sztuczny twór polityczny, powstały pod koniec XIX wieku w wyniku rywalizacji między Wielką Brytanią a Rosją o panowanie nad Środkową Azją. Korytarz Wachański stanowił neutralną afgańską strefę rozdzielającą rosyjski Turkiestan na północy od brytyjskich Indii na południu. Powstał po ostatecznym wytyczeniu granicy rosyjsko-afgańskiej w 1895 i granicy indyjsko-afgańskiej (tzw. linii Duranda) w 1896.
Wszelki ruch przez korytarz został zatrzymany po zamknięciu granic przez komunistyczne Chiny w 1949. Szlak przez korytarz sporadycznie wykorzystują przemytnicy narkotyków. W 1979 Sowieci okupujący Afganistan zajęli również Korytarz Wachański i do połowy jego długości doprowadzili drogę dla czołgów. Po zamachach z 11 września 2001 spekulowano, że Korytarz Wachański może stanowić schronienie Osamy bin Ladena.
Afganistan kilkakrotnie prosił Chiny o otwarcie granicy w korytarzu, aby użyć jej jako alternatywnej drogi zaopatrzenia w wojnie z Talibami. Chiny za każdym razem odmawiały głównie z powodu niestabilnej sytuacji w Sinciangu, który graniczy z korytarzem.